# 蟇沼用水
蟇沼用水（ひきぬまようすい）は、栃木県北部の那須野が原扇状地を流れる用水路の一つ。
那珂川水系箒川支流蛇尾川から取水し、那須塩原市を通過して大田原市に至る。その起源は江戸時代初期に遡り、那須野が原一帯においては記録に残る中で最も古い用水路とされる。

## 概要

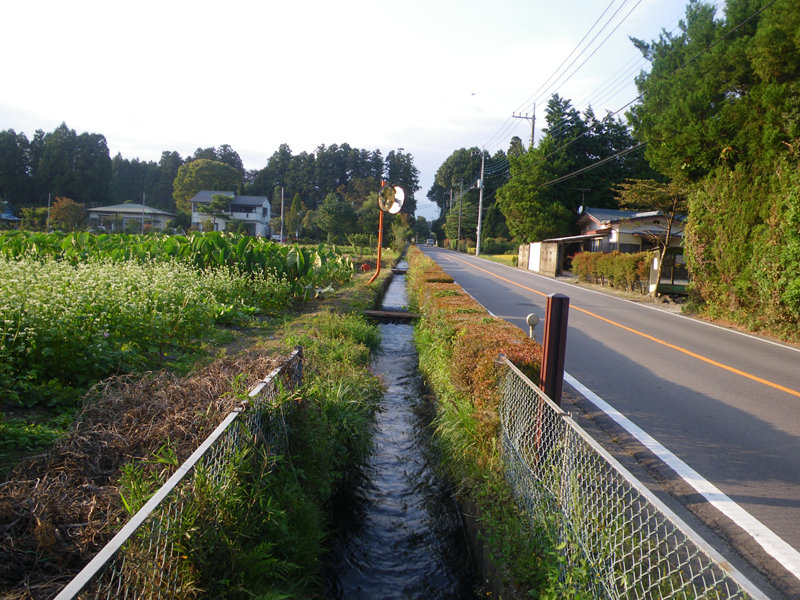
接骨木の集落を流れる蟇沼用水。五か村のうち最も下流にあるこの集落までの用水路が江戸時代初期に開削され、接骨木堀と称された。

那須野が原一帯は4万haという日本有数の面積をもつ広大な複合扇状地である。その中央を流れる蛇尾川は、一般的な扇状地を流れる多くの川と同様、扇央部において伏流し地下水となり、大雨の時にしか表層に流れを作らない水無川である。このため流域一帯は水利の便がきわめて悪く、扇状地の扇端部を横切る奥州街道より上流側の土地は、かつては水不足に苦しめられる不毛の荒野であった。
一帯において最も古い用水路である蟇沼用水は、蛇尾川が伏流する直前の那須野が原扇頂部、大蛇尾川と小蛇尾川の合流地点のすぐ下にある蟇沼地区（現・那須塩原市）から取水している。蛇尾川はこの地点から200mほど下流で伏流し水無川となるが、用水路は伏流する蛇尾川の右岸沿いを流れ、流域を潤し、那須野が原扇状地を越えて扇端部の大田原城下にまで達する。この用水路は明治時代半ばまでは飲料水専用の上水道として用いられたが、その後も幾度もの拡張を続けた結果、現代においては那須疏水、木ノ俣用水と共に那須野が原用水の一角を担う用水路として統合され、灌漑用水などに利用されている。

## 歴史

### 江戸時代

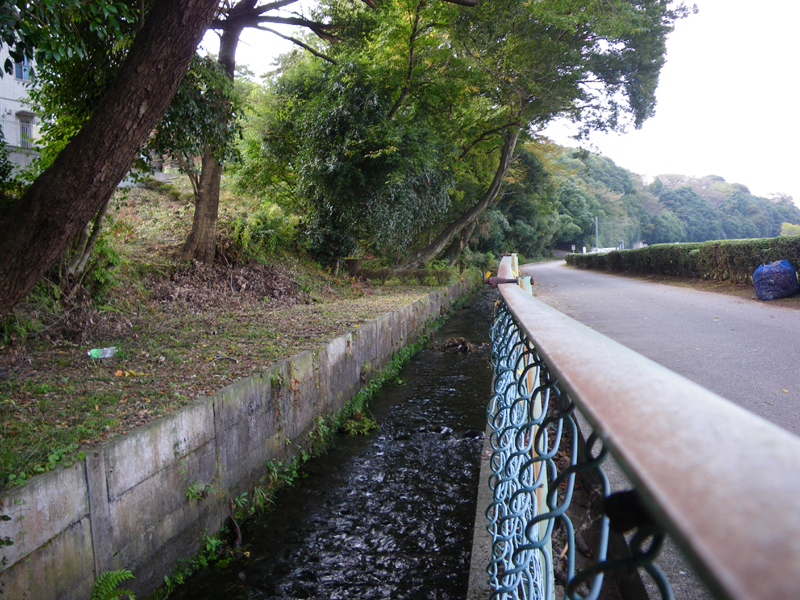
終端付近の蟇沼用水。水路左側は大田原城址、右は蛇尾川河川敷。

開削当時の蟇沼用水は接骨木堀（にわとこぼり）と呼ばれた。正確な開削年は不明だが、江戸時代初期の慶長年間（1596年 - 1615年）に蟇沼外の四か村によって開削されたとする古文書もあり、用水路の水は当時の蟇沼・折戸・上横林・横林・接骨木の五か村（後の箒根村、現・那須塩原市）によって用いられたとされる。その後1771年（明和8年）に流域住民の反対を押し切る形で大田原藩による延長が行われ、更に天明年間（1781年 - 1788年）の拡張によって大田原城下まで達し、大田原用水（おおたわらようすい）や御用堀（ごようぼり）とも称した。当時は灌漑用水に使えるほどの水量はなく飲料水としての利用が主であり、また水量が乏しく水が貴重であることもあり、飲料水以外への使用や、用水路に生活排水を流すことは固く禁じられた。
那須野が原には蟇沼用水の開削後も巻川用水、旧木ノ俣用水といった幾つかの用水路が作られたものの、これらはごく一部の地域を潤すに留まり、全域の開拓に必要な本格的な灌漑用水は1885年（明治18年）に開削された那須疏水の完成を待たなければならなかった。

### 近代

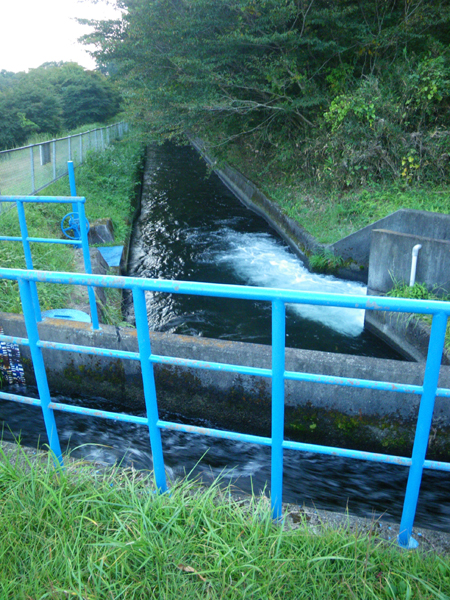
那須疏水（下段）と立体交差する蟇沼用水（上段）。現在これらの用水路は那須野が原用水として統合され、この立体交差にも蟇沼用水の水を那須疏水に流す流路が設けられている。

那須疏水の完成後は蟇沼用水も灌漑用水として用いることができるよう、1891年（明治24年）頃から幾度かの大掛かりな改修が進められた。この時期には相次いだ洪水で蟇沼地区の取水口が幾度も破壊されたり、水利権を巡るトラブルによって修理が滞ったりといった出来事の記録も残るが、1900年（明治33年）には素掘りで岸壁を貫いた取水口が新たに設けられた。なお明治期における整備の際には、用水路上に田園や別邸を構えていた乃木希典も工事費の一部を負担したといい、乃木別邸の敷地であった乃木神社の境内には現在も蟇沼用水が流れをつくる。その後も1917年（大正6年）から1920年（大正9年）頃にかけて水門の整備や取水口のコンクリート化といった改修を受けている。

### 現代
1967年（昭和42年）頃から1994年（平成6年）の間に行われた国営那須野が原開拓建設事業においては、那須疏水や新旧の木ノ俣用水と共に幹線水路の統合や水路のコンクリート化などの近代化整備を施され、取水口も作り直された。
蟇沼用水は現代においても那須野が原用水の一部として使用されており、また小規模な水力発電施設（蟇沼第一・第二発電所）にも利用され、一般家庭約490軒分の発電量を賄うことが可能である。1997年（平成9年）には旧取水口が塩原町（現・那須塩原市）指定の文化財（史跡）としても登録され、また那須塩原市においては今日でも蟇沼用水や那須疏水などに生活排水を流すことが禁じられているなど、先人の精神やその遺産に対する敬意が払われている。蟇沼用水と地域住民との繋がりは、那須野が原の用水路の中でも特に深いとも評され、近代化の際にも洗い場を設置するなど便宜が図られている。